# Iphiaulax tanyceras
Iphiaulax tanyceras är en stekelart som beskrevs av Cameron 1906. Iphiaulax tanyceras ingår i släktet Iphiaulax och familjen bracksteklar. Inga underarter finns listade i Catalogue of Life.